# تپه علیدرزی
تپه علیدرزی مربوط به دوره ساسانیان -قرون اولیه دوران‌های تاریخی پس از اسلام است و در شهرستان ساوه، جنوب روستای علیدرزی واقع شده و این اثر در تاریخ ۱۰ آذر ۱۳۵۴ با شمارهٔ ثبت ۱۲۱۲ به‌عنوان یکی از آثار ملی ایران به ثبت رسیده است.